# Monte Prata
Monte Prata (1850 m.) è una montagna delle Marche, in Provincia di Macerata, che si trova nel Parco nazionale dei Monti Sibillini. Sulle pendici di questa montagna, in particolare dai 1500 ai 1850 metri s.l.m, sorge l'omonima stazione sciistica, che da ormai più di due anni non esercita alcuna attività a causa della serie di terremoti del centro Italia del 2016 e del 2017.

## Descrizione

### Paesi vicini
Alle sue pendici si trova la vallata di Vallinfante, il paese di Gualdo e quello di Castelsantangelo Sul Nera. Dall'altro versante, invece, è visibile il paese Castelluccio di Norcia, la sua piana e il Monte Vettore, noto per essere il più alto della Regione Marche.

### Collegamenti
Monte Prata è collegato alle Porche di Vallinfante. Tramite questo collegamento è possibile raggiungere anche il Passo Cattivo. 
Per arrivare alla stazione sciistica bisogna percorrere la Strada Provinciale 477 se si arriva da Castelluccio, poi, arrivati presso la chiesa “Madonna Della Cona” bisogna prendere la Provinciale 156, che arriverà direttamente a Monte Prata.

## Stazione sciistica
Monte Prata ospita una sciovia chiamata “Monte Prata 2 Bis”, che fu costruita nel 1988 dall'azienda Leitner, la quale produce impianti a fune. Nell’anno 2018, dopo ormai trent'anni di servizio, è divenuta inutilizzabile a causa della scadenza della vita tecnica dell’impianto; ciò allunga ancor di più i tempi di riapertura della stazione, già messa in difficoltà dalla serie di terremoti del 2016. Nel 2009 sono stati costruiti anche una seggiovia Biposto Dopperlmayr e un tapis roulant; questa seggiovia biposto, chiamata “Valle dell’Angelo”, è andata a sostituire l’omonima sciovia che permetteva la risalita dalla parte più bassa della stazione. Nello stesso anno furono smantellate le altre due sciovie presenti, quindi “Monte Prata 3” e “Monte Prata 2”. A Monte Prata vi sono inoltre due strutture ricettive: un albergo e ristorante, "La Baita" e il bar e ristorante "Il Nido delle Aquile".

### Gli impianti
La seggiovia, costruita nel 2009, è stata aperta fino al 2016, da quando, a causa del sisma, è rimasta chiusa. Al momento non si hanno notizie di una plausibile data di riapertura.
La sciovia “monte Prata 2 bis” fu costruita nel 1988 ed è rimasta aperta fino al 2016. Nel 2018 ha raggiunto la data di scadenza, dati i 30 anni dalla sua costruzione.

## Il terremoto del 2016 e del 2017
I Terremoti del 2016 e del 2017 hanno gravemente lesionato la Strada Provinciale 156 che dà accesso alla stazione; risultano però essere stati affidati i lavori tramite appalto alla ditta che dovrà riparare i danni. Il ristorante ed albergo “La Baita”, sito a Monte Prata, ha subito gravissime lesioni ed è stato dichiarato inagibile, perciò presto si dovranno svolgere le demolizioni. Il ristorante e bar “Il Nido Delle Aquile”, situato al centro della stazione, non ha subito alcun danno ma non esercita nessuna attività a causa della chiusura degli impianti. Anch’essi non hanno subito danni.
Per la rinascita della stazione, sono stati creati diversi progetti che includono nuove strutture e un nuovo impianto. Più informazioni sono nel prossimo paragrafo.

### Dopo il terremoto
Nel 2018, è stato presentato un progetto per rinnovare l'intera stazione. L'ormai vecchia sciovia Leitner verrebbe sostituita da una seggiovia che manterrebbe il suo stesso tracciato, ma velocizzerebbe i tempi di risalita. Sempre attenendosi al progetto, la seggiovia verrà ultimata nel corso del 2020, e sarà utilizzabile per la stagione 2020-2021. Con meno priorità, secondo il progetto, dovrà essere installato un impianto di innevamento artificiale, per dare la possibilità alla stazione di rimanere aperta anche con la minima presenza di neve. Questo è considerato sia un progetto di rinnovo della stazione, sia un progetto di rinascita post-sisma per tutto il territorio, soprattutto per riattivare il turismo in queste zone. Ad Agosto 2022 la strada provinciale 156 risulta completamente riasfaltata e percorribile in auto. Il ristorante e albergo "La baita" è invece tuttora lesionato ed inagibile.
La stazione sciistica di Monte Prata è gestita dal comune di Castelsantangelo sul Nera.